# Eryx elegans
Eryx elegans är en ormart som beskrevs av Gray 1849. Den ingår i släktet Eryx och familjen Boidae. Inga underarter finns listade. I svenska herpetologkretsar går den under namnet elegant sandboa.

## Beskrivning
En liten, cylindrisk, kraftigt byggd om med mycket kort, trubbig stjärt. Huvudet är inte avsatt från kroppen och har små ögon med vertikala, springformade pupiller. Längden är mellan 35 och 70 cm.

## Ekologi
En marklevande orm som lever på torra, steniga bergssidor upp till 2 450 meters höjd. Arten är dagaktiv utom under de allra hetaste månaderna. Den söker skydd under stenar eller i övergivna smågnagarbon.

## Utbredning
Arten finns i nordöstra Iran, Afghanistan och södra Turkmenistan.